# Князівська корона
Княжа корона — один із символів княжих монархій. Вона використовується на гербах княжими родами. За своєю суттю вона схожа на князівську шапку, але її слід відрізняти від неї.

## Опис
В геральдиці другорядне значення має те, чи зображуються герби королівських родів із княжою короною або князівською шапкою. Рішення про це належить власнику герба і було питанням традиції та симпатії.
На короні князя є золоте кільце із вставленими дорогоцінними каменями. На обручі є п'ять листових зубців, з яких видно три дуги. Вони охоплюють пурпуровий ковпак, на якому розміщена синя держава. Куля присутня не завжди.

## Використання
У XIX столітті даній короні, на відміну від герцогської з п'ятьма дугами та закритою коронковою підкладкою, віддавали перевагу роди, які фактично керували князівством, щоб відрізнити себе від медіативних князів чи нерівних титульних князів без владної посади. Були відмінності в конкретних країнах. Німецькі, російські та данські «ясновельможності» (форма звертання) мали княжу корону.
Князі Шварцбурга-Рудольштадтські мали над гербом князівську корону, князі Шварцбург-Зондерсгаузенські — князівську шапку.

Герб Молдавського князівства з князівською короною і шапкою
Герб Шварцбурга-Рудольштадта з княжою короною
Герб Шварцбург-Зондерсгаузена з княжою шапкою
Герб Острозьких
Герб Вишневецьких
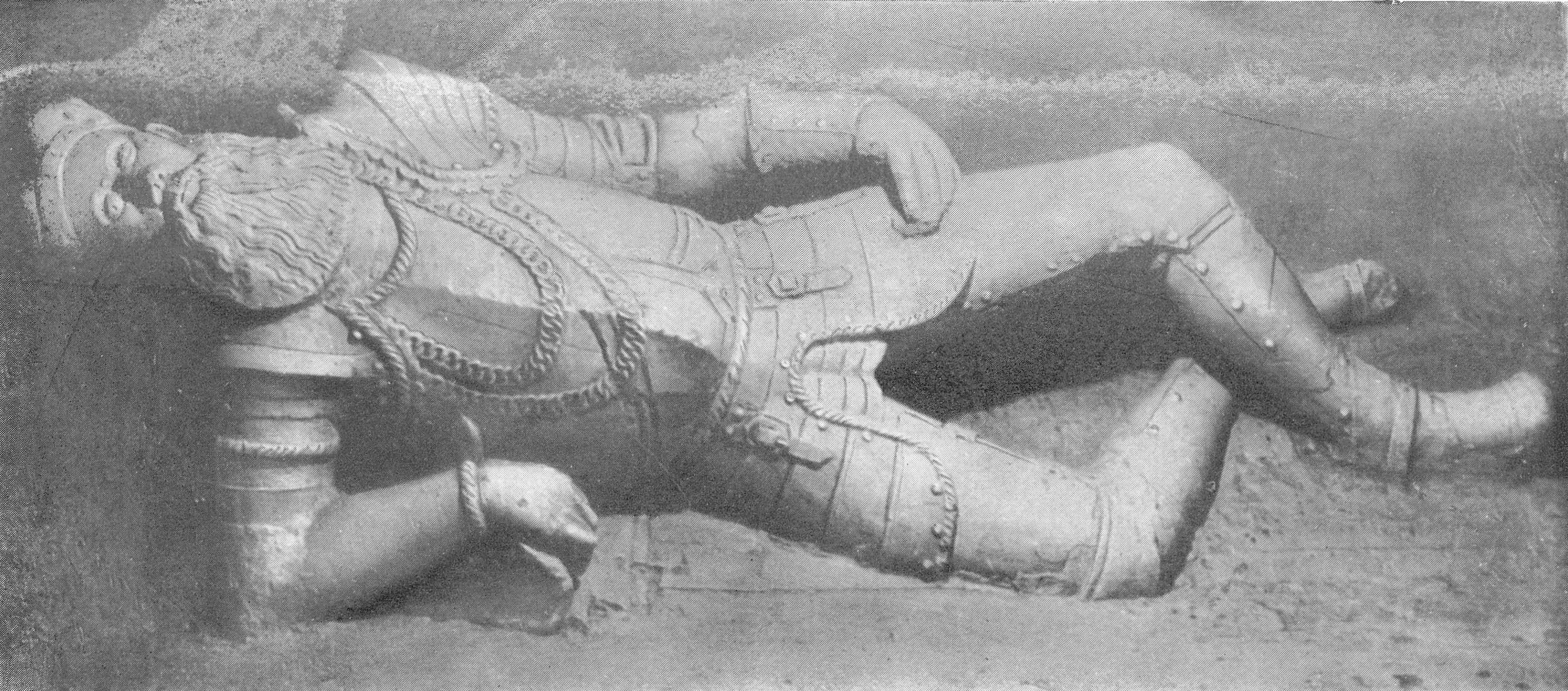
Фігура князя Костянтина Острозького. Фрагмент надгробку. Світлина поч. 20 ст.
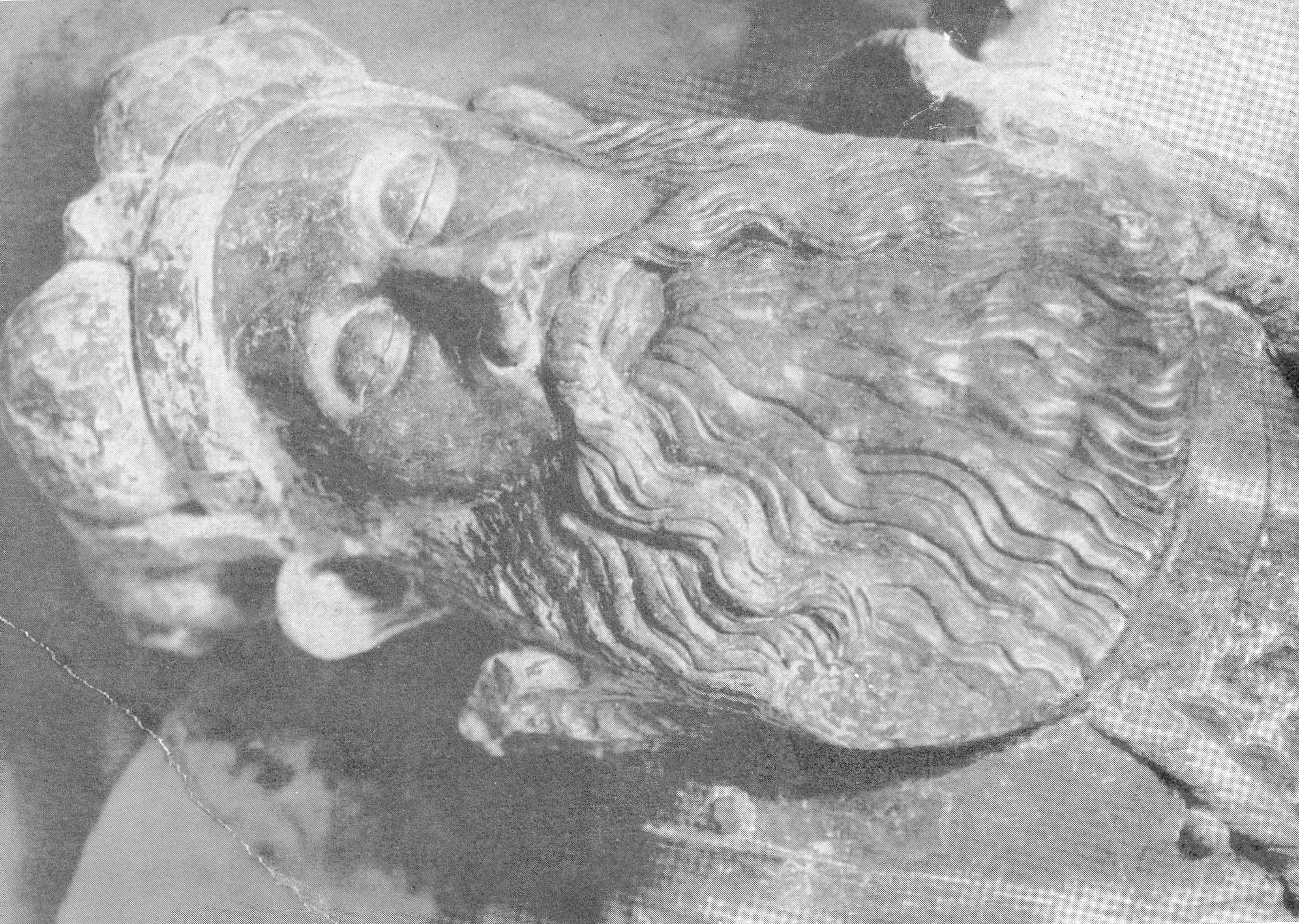
Коронована голова Костянтина Острозького. Фрагмент скульптури.